# أروس (نظام تشغيل)

Amiga family/development tree.

أروس (بالإنجليزية:AROS) أي ar-os هو نظام التشغيل مفتوح المصدر يعمل كالوسائط المتعددة الحرة يستخدام نواة وواجهة نظام أوميغا-أو إس الإصدار 3. 1. النظام مصمم ليكون محمول ومرن ويتوفر على معالجة جميعها مثل powerpc و x86 و 32bit والريسيبر m68k 1200 وسلسلة التوت بي يتوفر من النظام عدد من التوزيعة.

## التوزيعات
لدبه توزيعات مثل لينكس بنكهة مختلفة
- ايكارس ديسكتوب
- بورد واي
- سبيراواس